# Nicorps
Nicorps [nikɔʁ] est une commune française, située dans le département de la Manche en région Normandie, peuplée de 361 habitants.

## Géographie

### Localisation
| Saint-Pierre-de-Coutances, Coutances | Courcy  | Courcy  |
| Saint-Pierre-de-Coutances            | Nicorps | Ouville |
| Saussey                              | Saussey | Ouville |

### Hydrographie
La commune est située dans le bassin Seine-Normandie. Elle est drainée par la Soulles, le cours d'eau 01 de la Consnerie, le cours d'eau 01 de la Dérie, le cours d'eau 01 de la Soullerie, le cours d'eau 01 de Viquet, le cours d'eau 02 de la Consnerie et le fossé 01 de la commune de Nicorps,,.
La Soulles, d'une longueur de 52 km, prend sa source dans la commune de Percy-en-Normandie et se jette  dans la Sienne à Heugueville-sur-Sienne, après avoir traversé 19 communes. Les caractéristiques hydrologiques de la Soulles sont données par la station hydrologique située sur la commune de Saint-Pierre-de-Coutances. Le débit moyen mensuel est de 2,5 m3/s. Le débit moyen journalier maximum est de 39,4 m3/s, atteint lors de la crue du 26 janvier 1995. Le débit instantané maximal est quant à lui de 41,7 m3/s, atteint le même jour.

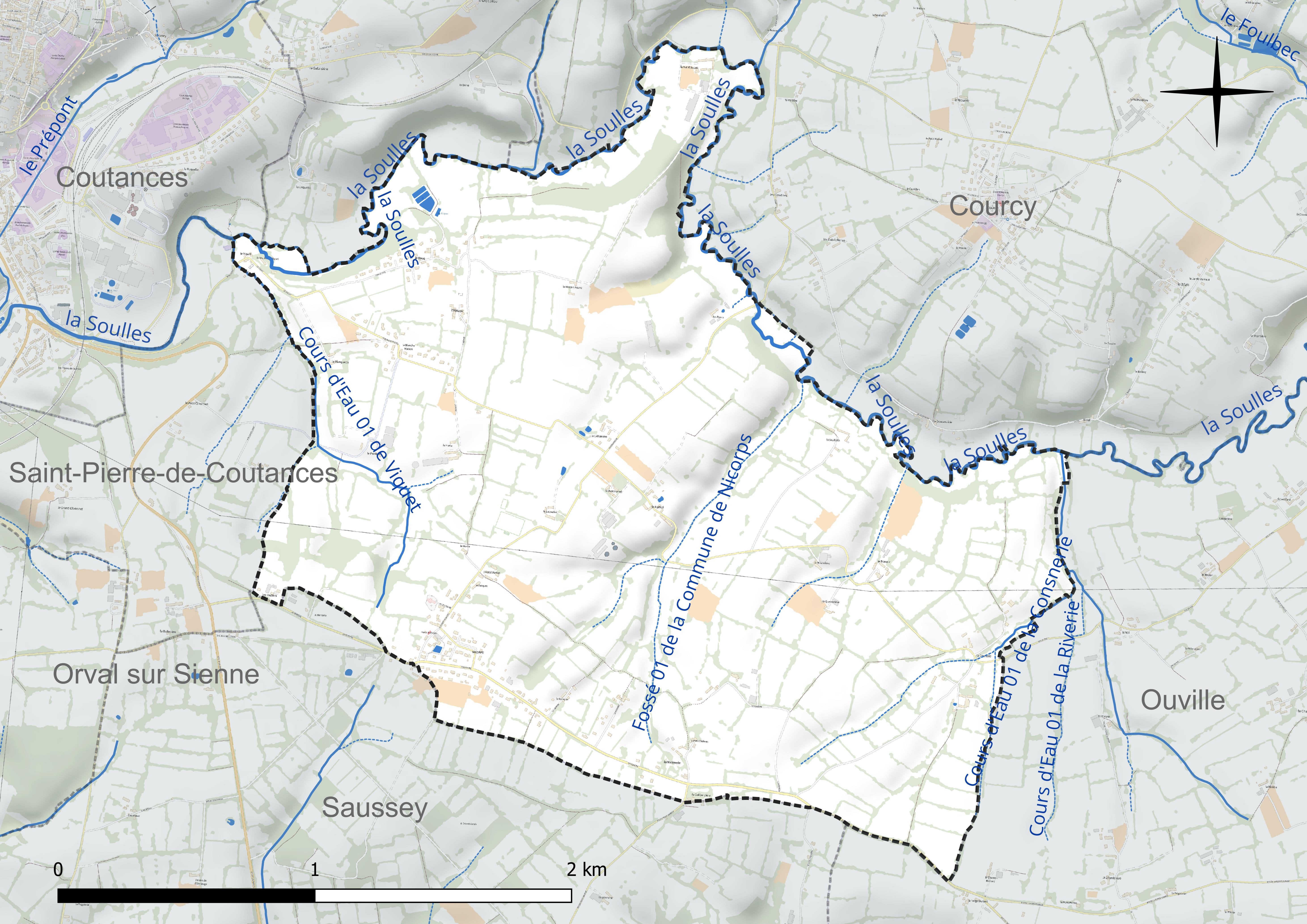
Réseau hydrographique de Nicorps.

### Climat
Pour des articles plus généraux, voir Climat de la Normandie et Climat de la Manche.
En 2010, le climat de la commune est de type climat océanique franc, selon une étude du CNRS s'appuyant sur une série de données couvrant la période 1971-2000. En 2020, Météo-France publie une typologie des climats de la France métropolitaine dans laquelle la commune est exposée à un climat océanique et est dans la région climatique  Normandie (Cotentin, Orne), caractérisée par une pluviométrie relativement élevée (850 mm/a) et un été frais (15,5 °C) et venté. Parallèlement le GIEC normand, un groupe régional d’experts sur le climat, différencie quant à lui, dans une étude de 2020, trois grands types de climats pour la région Normandie, nuancés à une échelle plus fine par les facteurs géographiques locaux. La commune est, selon ce zonage, exposée à un « climat maritime », correspondant au Cotentin et à l'ouest du département de la Manche, frais, humide et pluvieux, où les contrastes pluviométrique et thermique sont parfois très prononcés en quelques kilomètres quand le relief est marqué.
Pour la période 1971-2000, la température annuelle moyenne est de 10,8 °C, avec une amplitude thermique annuelle de 11,6 °C. Le cumul annuel moyen de précipitations est de 971 mm, avec 14,8 jours de précipitations en janvier et 8,8 jours en juillet. Pour la période 1991-2020, la température moyenne annuelle observée sur la station météorologique la plus proche, située sur la commune de Coutances à 3 km à vol d'oiseau, est de 11,7 °C et le cumul annuel moyen de précipitations est de 1 092,8 mm,. Pour l'avenir, les paramètres climatiques de la commune estimés pour 2050 selon différents scénarios d’émission de gaz à effet de serre sont consultables sur un site dédié publié par Météo-France en novembre 2022.

## Urbanisme

### Typologie
Au 1er janvier 2024, Nicorps est catégorisée commune rurale à habitat dispersé, selon la nouvelle grille communale de densité à sept niveaux définie par l'Insee en 2022.
Elle est située hors unité urbaine. Par ailleurs la commune fait partie de l'aire d'attraction de Coutances, dont elle est une commune de la couronne,. Cette aire, qui regroupe 37 communes, est catégorisée dans les aires de moins de 50 000 habitants,.

### Occupation des sols
L'occupation des sols de la commune, telle qu'elle ressort de la base de données européenne d’occupation biophysique des sols Corine Land Cover (CLC), est marquée par l'importance des territoires agricoles (95,5 % en 2018), en diminution par rapport à 1990 (100 %). La répartition détaillée en 2018 est la suivante : prairies (50,1 %), terres arables (28,9 %), zones agricoles hétérogènes (16,5 %), zones urbanisées (4,5 %). L'évolution de l’occupation des sols de la commune et de ses infrastructures peut être observée sur les différentes représentations cartographiques du territoire : la carte de Cassini (XVIIIe siècle), la carte d'état-major (1820-1866) et les cartes ou photos aériennes de l'IGN pour la période actuelle (1950 à aujourd'hui).

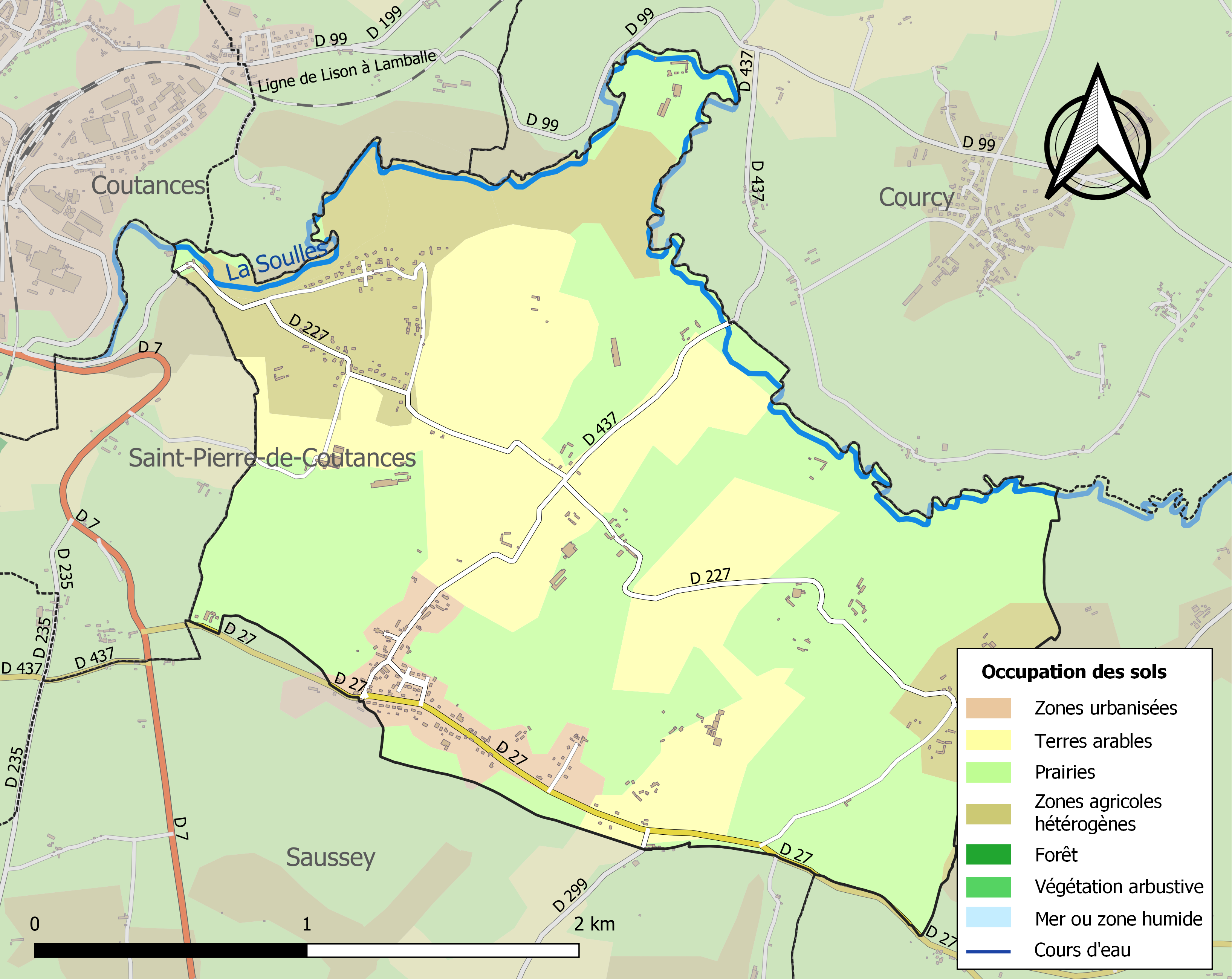
Carte des infrastructures et de l'occupation des sols de la commune en 2018 (CLC).

## Toponymie
Le nom de la localité est attesté sous les formes Nicorp (sans date), Nicorp et Nicorb vers 1210, Nicorp vers 1280, Nidus-Corvi sans date.
Le toponyme est issu du latin nidus, « nid », et corvus, « corbeau », par l'ancien français corb.
Nicorps serait le « nid de corbeau ».
Le gentilé est Nicorpais.

## Histoire
C'est sur le territoire de la commune qu'en 889, Alain le Grand bat une troupe de Normands.
Le nom du village est attesté dès 1210. En 1251, Gérard de Guérartot, seigneur de Rumilly, donne l'église de Nicorps à l'évêque d'Avranches.
Une chute de météorites a été relevée le 11 octobre 1750. Le dernier seigneur fut Guillaume-François Douessey.

## Politique et administration
| Période                                  | Période   | Identité       | Étiquette | Qualité              |
| ---------------------------------------- | --------- | -------------- | --------- | -------------------- |
| 1989                                     | mars 2008 | Louis Robin    |           | Agriculteur          |
| mars 2008                                | mars 2014 | Michel Guillon | SE        | Commercial           |
| mars 2014                                | mai 2020  | Alain Guézou   | SE        | Technicien sanitaire |
| mai 2020                                 | En cours  | Yves Lemouton  | SE        | Comptable retraité   |
| Les données manquantes sont à compléter. |           |                |           |                      |

Le conseil municipal est composé de onze membres dont le maire et trois adjoints.

## Démographie
L'évolution du nombre d'habitants est connue à travers les recensements de la population effectués dans la commune depuis 1793. Pour les communes de moins de 10 000 habitants, une enquête de recensement portant sur toute la population est réalisée tous les cinq ans, les populations de référence des années intermédiaires étant quant à elles estimées par interpolation ou extrapolation. Pour la commune, le premier recensement exhaustif entrant dans le cadre du nouveau dispositif a été réalisé en 2005.
En 2022, la commune comptait 361 habitants, en évolution de −13,01 % par rapport à 2016 (Manche : −0,31 %, France hors Mayotte : +2,11 %).
Nicorps a compté jusqu'à 557 habitants en 1806.
| 1793 | 1800 | 1806 | 1821 | 1831 | 1836 | 1841 | 1846 | 1851 |
| ---- | ---- | ---- | ---- | ---- | ---- | ---- | ---- | ---- |
| 518  | 539  | 557  | 554  | 479  | 473  | 438  | 426  | 413  |

| 1856 | 1861 | 1866 | 1872 | 1876 | 1881 | 1886 | 1891 | 1896 |
| ---- | ---- | ---- | ---- | ---- | ---- | ---- | ---- | ---- |
| 375  | 345  | 357  | 335  | 353  | 368  | 355  | 318  | 302  |

| 1901 | 1906 | 1911 | 1921 | 1926 | 1931 | 1936 | 1946 | 1954 |
| ---- | ---- | ---- | ---- | ---- | ---- | ---- | ---- | ---- |
| 288  | 268  | 263  | 252  | 239  | 235  | 267  | 273  | 286  |

| 1962 | 1968 | 1975 | 1982 | 1990 | 1999 | 2005 | 2006 | 2010 |
| ---- | ---- | ---- | ---- | ---- | ---- | ---- | ---- | ---- |
| 273  | 248  | 250  | 320  | 346  | 377  | 425  | 421  | 422  |

| 2015 | 2020 | 2022 | - | - | - | - | - | - |
| ---- | ---- | ---- | - | - | - | - | - | - |
| 418  | 378  | 361  | - | - | - | - | - | - |

## Lieux et monuments

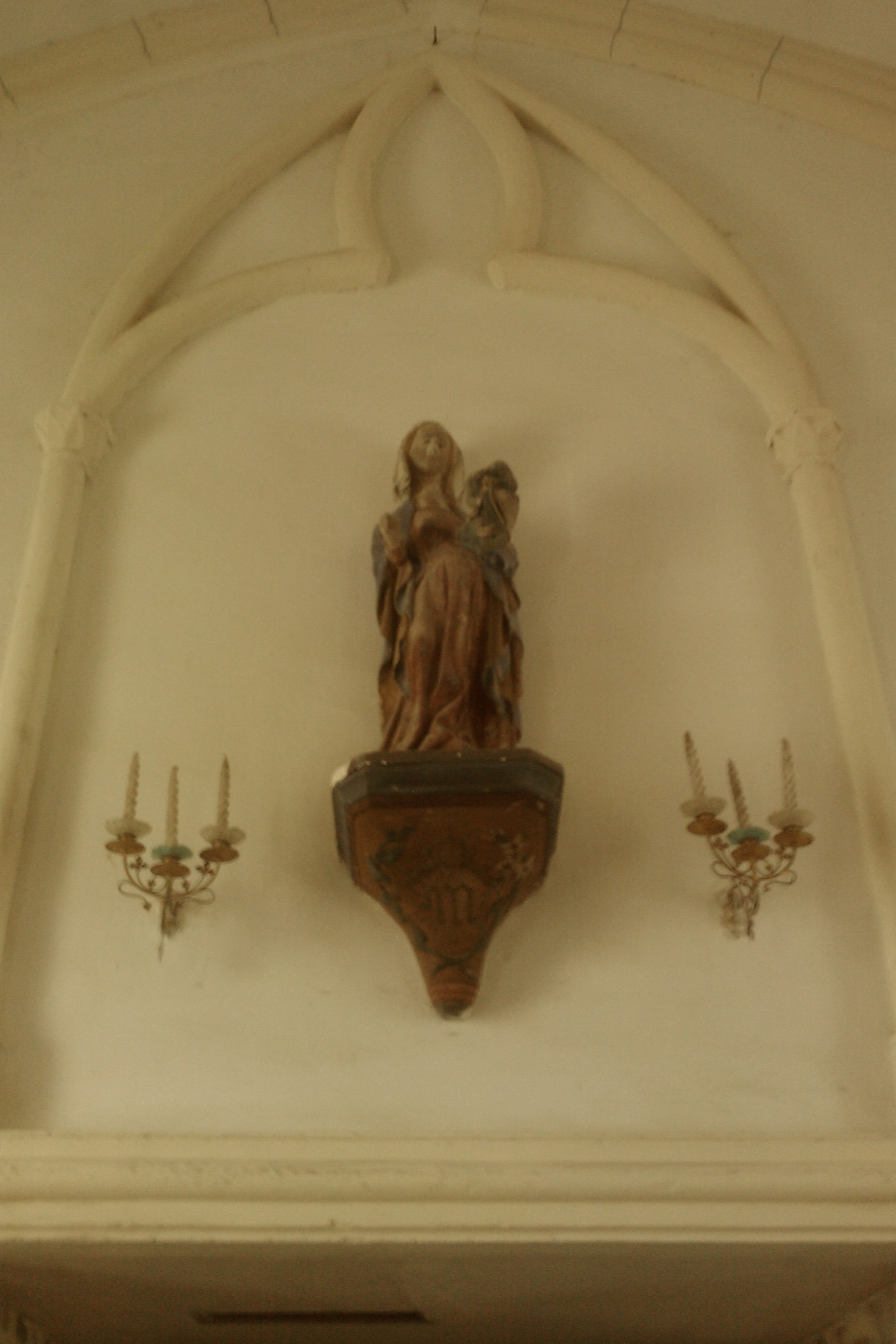
La Vierge à l'Enfant.

L'église gothique, des XVe et XVIe siècles, dédiée à saint Corneille (21e pape, de mars 251 à juin 253, souvent invoqué comme protecteur des animaux), possède un chœur flamboyant et une cloche de 1840. Elle abrite une verrière armoriée restaurée (XIVe, XVe) en verre peint et une Vierge à l'Enfant du XVe, classés au titre objet aux monuments historiques, ainsi que des stalles, une chaire à prêcher, des fonts baptismaux en pierre de Montmartin (XVIIIe).
Le parvis de l'église s'enorgueillit de deux ifs funéraire (taxus baccata) dont l'un millénaire de cinq mètres de circonférence.

### Autres lieux et monuments
- Manoir du Val-Villodon (XVIe, XVIIe – XIXe siècles).
- Ancien presbytère avec son linteau de porte portant la date de 1609.
- Moulin du Vicquet.
- Croix XVIe ou XVIIe siècle du cimetière.

## Activité culturelle et manifestations
L'Union sportive de Nicorps fait évoluer une équipe de football en division de district.

## Personnalités liées à la commune
- Jean-Pierre-François Guillot-Duhamel (Nicorps, 1730 - Paris, 1816), ingénieur des ponts et chaussées.
- Stéphen Chauvet (1885-1950), médecin coutançais résidant au Val-Villodon de Nicorps, spécialiste des arts traditionnels d'Afrique et Océanie, est enterré à Nicorps.
- Émile Honoré Daireaux (1843-1916), écrivain, avocat et journaliste franco-argentin, est enterré à Nicorps.